# 大橋町
大橋町為臺灣日治時期臺北市之行政區，瀕臨淡水河邊，在太平町之西，共分一～四丁目，因為町內有台北大橋而得其名，戰後劃入延平區。該町位於今臺北市大同區，其範圍涵蓋民權西路、民族西路、環河北路之一部份。大橋公學校（現大橋國小）因大橋而得名，但其實位在大龍峒町。

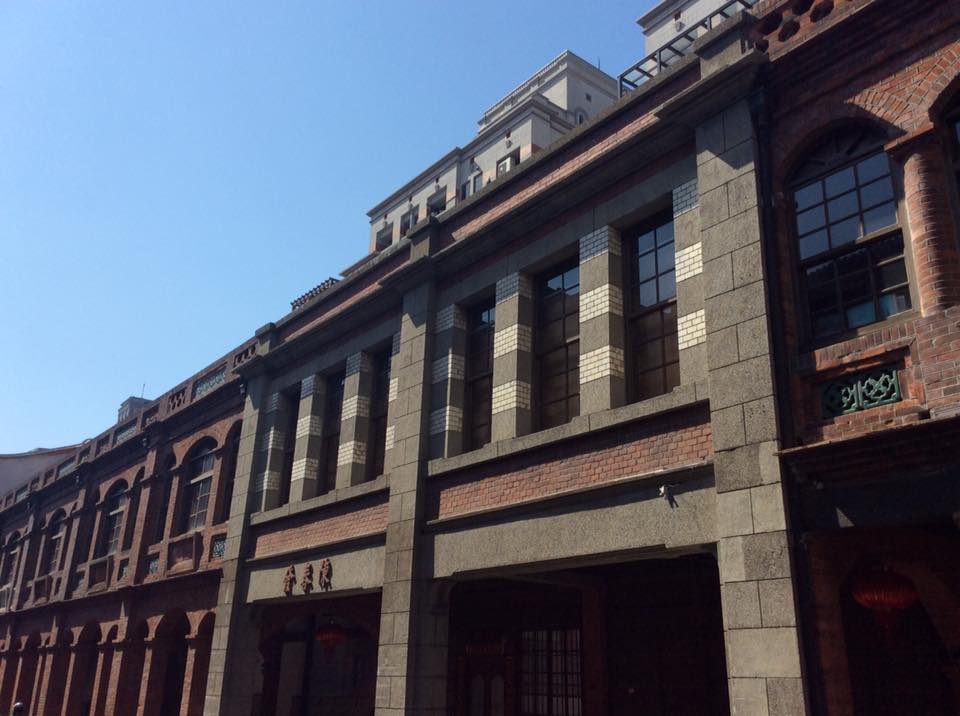
大橋町街屋

## 町內設施
- 台北大橋
- 勸化堂（臨濟宗大橋布教所）